# Altanzul Altansukh
Altanzul Altansukh, né le 12 décembre 1991 à Mörön, est un coureur cycliste mongol.

## Palmarès
- 2009
  -  Champion de Mongolie du contre-la-montre juniors
  - 3e du championnat de Mongolie sur route juniors
- 2011
  -  Champion de Mongolie sur route
  - 2e du championnat de Mongolie du contre-la-montre
- 2012
  - Tour du lac Poyang II :
    - Classement général
    - 2e étape
- 2013
  -  Médaillé de bronze de la course en ligne aux Jeux de l'Asie de l'Est
- 2015
  -  Champion de Mongolie sur route
  - 2e du championnat de Mongolie du contre-la-montre
- 2017
  -  Champion de Mongolie sur route

## Classements mondiaux
| Année         | 2010 | 2011 | 2012 | 2013 | 2014 | 2015 | 2016 | 2017 |
| ------------- | ---- | ---- | ---- | ---- | ---- | ---- | ---- | ---- |
| UCI Asia Tour | 195e | 63e  |      |      |      | 70e  | 545e | 100e |